# Stefan Doernberg
Stefan Doernberg (Berlin, 1924. június 21. – Berlin, 2010. május 3.) német történész, újságíró, diplomata és író. Szüleivel 1935-ben a Szovjetunióba emigrált, a második világháborúban is a szovjetek oldalán vett részt. 1981 és 1987 közt ő volt az NDK finnországi nagykövete.